# آرمن حق‌نظریان
آرمن حق‌نظریان (به ارمنی: Արմեն Հախնազարյան) (۵ مه ۱۹۴۱ در تهران - ۱۹ فوریهٔ ۲۰۰۹ در شهر آخن)، معمار ارمنی‌تبار اهل ایران در زمینه کلیساها بود.

## زندگی‌نامه
آرمن حق‌نظریان در ۵ مه ۱۹۴۱ (۱۵ اردیبهشت ۱۳۲۰)، در تهران، در یک خانواده هنرمند و تحصیل کرده به دنیا آمد. والدینش از بازماندگان نسل‌کشی ارمنی‌ها منطقهٔ نخجوان بودند که در ۱۹۱۸م به ایران مهاجرت کردند. پدرش، «هوانس»، با تحصیلات دکترا در دانشگاه‌های تهران تدریس می‌کرد و مادرش، «آروسیاک»، نیز در دانشگاه، موسیقی تدریس می‌کرد.
دکتر حق‌نظریان تحصیلات متوسطهٔ خود را در مدرسهٔ ارمنیان (کوشش داوتیان تهران)، در ۱۹۵۹م، به پایان رساند. دو سال بعد، برای ادامهٔ تحصیل در رشتهٔ مهندسی معماری در دانشگاه آخن به آلمان رفت. در ۱۹۶۸م در همین دانشگاه، در مقطع دکترا، ادامهٔ تحصیل داد و بالأخره در ۱۹۷۳م فارغ‌التحصیل شد.
دکتر آرمن حق‌نظریان از سال‌های آغازین تحصیلات خود در دانشگاه آخن آرزوی بازگشت به ایران و مطالعه بر روی کلیساها و روستاهای ارمنیان را داشته، و حتی پایان‌نامهٔ دکترای خود را بر اساس مطالعاتش بر روی قره‌کلیسا نوشت.

او سفرهای تحقیقاتی خود را به منطقهٔ شرقی ترکیه از همان سال‌های تحصیل آغاز کرد. نخستین سفر او در ۱۹۷۰ م اتفاق افتاد. او در این خصوص می‌گوید: 
«در مورد تخریب بناهای اجدادم از محققان اروپایی مطالبی شنیده بودم اما هیچگاه آن را در این ابعاد بزرگ تصور نمی‌کردم. آنچه را که دیدم مرا شوکه کرد.»
مطالعات خود را از سال ۱۹۷۲م آغاز کرد و نخستین سفر او به مناطق شرقی ترکیه بود، با منابع شخصی خود که دو سال به طول انجامید.
به غیر از مسائلی که طی مسافرت با آن رو به رو بود، مانند سختی‌های سفر، بار مشکلات هزینه‌های سنگین گروه‌های تحقیقاتی نیز بردوش وی بود و اگر شکیبایی همسرش، «مارگاریت»، نبود، که او هم فارغ‌التحصیل رشتهٔ مهندسی از دانشگاه آخن بود، شاید در همان سال‌های آغازین فعالیتش مجبور به ترک آن می‌شد.

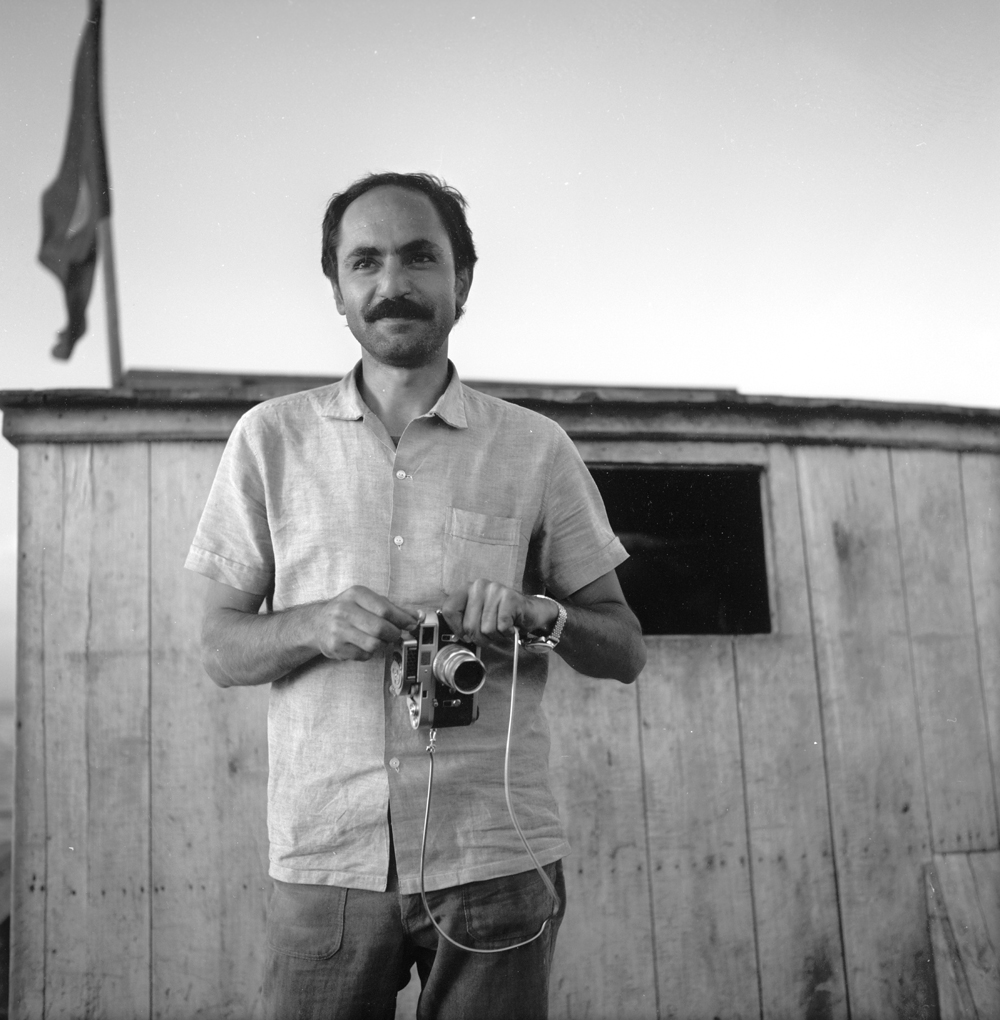
آرمن حق‌نظریان

دکتر حق‌نظریان، که آثار به جای مانده از ارمنیان مناطق شرقی ترکیه را همچون فرزندان یتیم ملتی نابود شده می‌پنداشت، برای نجات آن‌ها از هیچ تلاشی فروگزاری نکرد و تمام سرمایه و عمر خود را وقف این کار کرد.
آرمن حق‌نظریان تنها کسی بود که در سال‌های ۱۹۷۰–۱۹۸۰م با تمامی مشکلات و تن دادن به خطرات سفر به تحقیق در خصوص آثار فرهنگی ارمنیان در این مناطق همت گماشت.
روش تحقیقات او بسیار منحصر به فرد بود و تفاوت بسیاری با مطالعات محققان اروپایی داشت.
او با برنامه‌ریزی و هدف مشخص وارد منطقه می‌شد و در کنار مطالعه و نقشه‌برداری از بناها به مطالعهٔ بافت اجتماعی، آداب و رسوم، گروه‌های مذهبی و نژادی موجود و وضعیت اقتصادی اهالی منطقه نیز می‌پرداخت. مطالعات مردم‌شناسی گروه‌های تحقیق دکتر حق‌نظریان دارای اهمیت بسیار است زیرا اطلاعات جالبی را در خصوص چگونگی جایگزینی اقوام مختلف، طی نه دههٔ اخیر، در مناطقی که از سکنهٔ ارمنی خالی شده بود ارائه می‌کند.
به علت بیماری، در ۱۹ فوریهٔ ۲۰۰۹ (۱ اسفند ۱۳۸۷)، در سن ۶۷ سالگی در شهر آخن بدرود حیات گفت و خاکستر وی در کنار کلیسای آرامستان دیر ساغموساوانک در ارمنستان، که به دست خود وی مرمت شده بود، دفن شد.

## فعالیت‌ها
- تأسیس مؤسسه مطالعات معماری ارمنی

در سال ۱۹۸۳ م، مؤسسهٔ مطالعات معماری ارمنیان را در آخن تأسیس کرد.
این مؤسسه دو هدف اصلی را دنبال می‌کند:

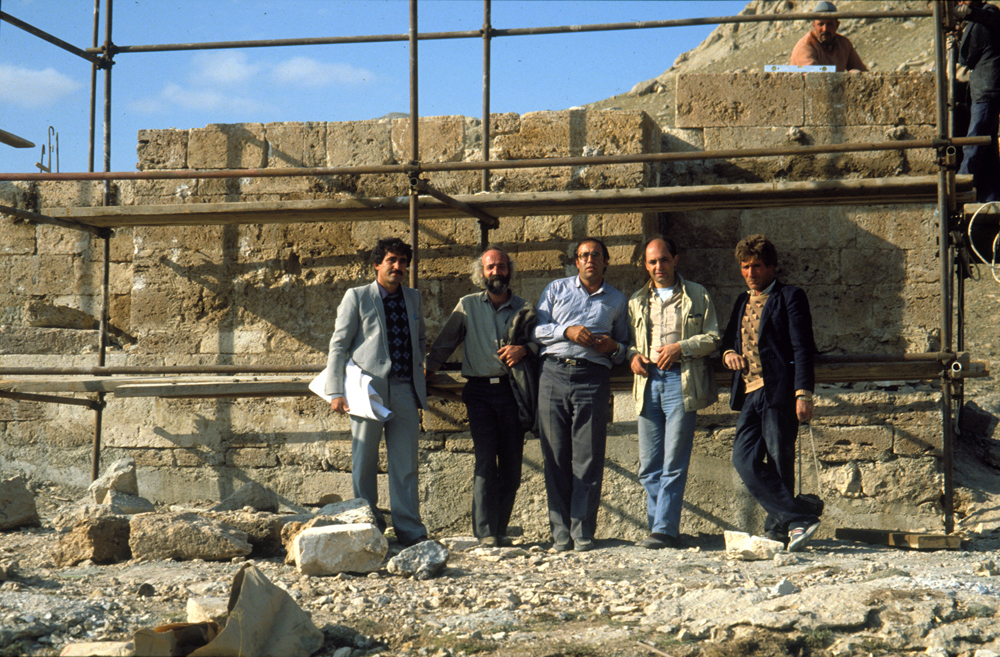
نفر دوم از سمت راست

«مطالعهٔ بناهای به جای مانده از ارمنیان در کل مناطق فلات ارمنستان و بررسی اسناد، مدارک و عکس‌های جمع‌آوری شده و ارائهٔ آن به جهانیان برای آشنایی ملل مختلف با معماری ارمنی و جلوگیری از ادامهٔ تخریب این بناها، چرا که او اعتقاد داشت این روش تنها راه جلوگیری از نابودی میراث فرهنگی یک ملت است»
- بازسازی بناهای تاریخی ارمنیان در ایران

دکتر آرمن حق‌نظریان، به عنوان مهندس معمار، در بین سال‌های ۱۹۷۴ تا ۱۹۸۲م در بازسازی بناهای تاریخی ارمنیان در ایران، فعالیت چشمگیری داشت، در بازسازی کلیساهای حوزهٔ رود ارس با دولت ایران همکاری نمود.
او در سال‌های فعالیتش در ایران بسیاری از بناهای ارامنه ایران در مناطق ماکو، خوی، سلماس، ارومیه، ارسباران، اصفهان، تهران و غیره را مورد مطالعه قرار داد و شماری از تحقیقات خود را برای درج در کتاب‌های معماری ای که در میلان ایتالیا چاپ می‌شد در اختیار مؤسسهٔ مربوطه گذاشت. بخشی از مطالب وی در خصوص جلفای اصفهان نیز به زبان فارسی ترجمه شده‌است.
او در سال‌های پایانی عمر قصد انتشار کتابی وزین در خصوص تحقیقاتش در منطقهٔ ماکو داشت که بسیار مورد علاقهٔ وی بود اما این وظیفه به بازماندگانش محول شد.
- عضویت در شورای خلیفه گری ارامنهٔ تهران

از دیگر فعالیت‌های او در ایران عضویت در شورای خلیفه گری ارامنهٔ تهران به مدت هفت سال و مرمت سه کلیسای تهران طی ۱۹۸۲–۱۹۸۵م است.
- تحقیقات و مطالعات دکتر آرمن حق‌نظریان در کشورهای دیگر

او در سال ۱۹۸۸م برای مطالعهٔ کلیساهای ارمنیان مصر به قاهره و اسکندریه سفر کرد
و تحقیقات و مطالعات گسترده‌ای را انجام نمود؛ و همچنین برای بازسازی دو کلیسای قدیمی در کسب (سوریه) به آن کشور مسافرت نمود و او موفق شد
شش کلیسای قدیمی ارمنیان را، واقع در مرز سوریه با ترکیه، مورد مطالعه قرار دهد.
او به مطالعاتش گستره‌ای بسیار وسیع داد و کلیساهای ارمنیان را در سودان و هند نیز مطالعه کرد.
در بهار ۱۹۹۳م، ۳۲۶ بنای مربوط به ارمنیان منطقهٔ کلبجر را به مدت یک ماه مورد مطالعه قرار داد که در بین آن‌ها ۲۸ کلیسا و ۱۱۲چلیپاسنگ وجود داشت. در همان سال به مطالعهٔ کلیساهای مناطق آبخازی و اوستیای جنوبی پرداخت و آن را به پایان رسانید.
- تدریس در دانشگاه آخن

از او برای تدریس در دانشگاه آخن در آلمان دعوت به عمل آمد و تا سال ۱۹۹۴م در آن دانشگاه به تدریس پرداخت.

## جوایز

دکتر آرمن حق‌نظریان دریافت لوح تقدیر از مؤسسهٔ مطالعات معماری ارمنیان از طرف مجلس ارمنستان

در ۱۰ ژوئن ۲۰۰۸م، مؤسسهٔ مطالعات معماری ارمنیان از طرف مجلس ارمنستان لوح تقدیر دریافت کرد و در ۲۹ ژانویه ۲۰۰۹م، شادروان دکتر آرمن حق‌نظریان از طرف کتابخانهٔ ملی جمهوری ارمنستان به دریافت نشان علمی هاکوپ مغابارد (به لاتین Hakoup Meghabard) نائل آمد که البته به علت بیماری نتوانست در مراسم حضور یابد.

## فعالیت‌های دیگر
- دکتر حق‌نظریان با هدف گسترش فعالیت‌های خود در سال ۱۹۹۶م شعبه‌ای از مؤسسهٔ خود را در آمریکا با مسئولیت شاهن هاروطونیان تأسیس نمود.
- او هم‌زمان با فعالیت‌های تحقیقاتی، مرمت بناها و تدریس، به مدت ۲۵ سال، عضو هیئت مدیرهٔ سازمانی به نام «یرگیر» و «مشاکویت» بود که به بازسازی بناهای تاریخی ارمنیان می‌پرداخت و در سال‌های پس از استقلال ارمنستان، در بازسازی چندین دیر و کلیسای مهم ارمنستان شرکت داشت.

دکتر حق‌نظریان طی ۱۹۷۲–۲۰۰۵م توانست امکان فعالیت ۱۵۷ گروه تحقیقاتی را در مناطق شرق ترکیه، کیلیکیه، قره باغ، سوریه، گرجستان، آبخازی، هند و غیره فراهم آورد. او در بایگانی مؤسسهٔ خود به غیر از انبوه کتاب‌ها و مطالب جمع‌آوری شده، نقشه‌ها و پلان‌ها توانسته‌است بیش از ۲۲۰٬۰۰۰ عکس از بناهای تاریخی ارمنیان، در سطحی به گستردگی سیصد هزار کیلومتر مربع، تهیه کند.
در سال‌های اخیر، با آغاز به کار پایگاه اینترنتی مؤسسه، سعی شده تا کلیهٔ این مطالب به صورت مرحله به مرحله در اختیار علاقه‌مندان به تاریخ و معماری ارمنیان قرار گیرد.
- دکتر حق‌نظریان در گردهمایی سه روزه‌ای که در مه ۲۰۰۴، در دانشگاه یوسیِالاِی کالیفرنیا، در خصوص میراث فرهنگی ارمنیان در کشورهای مختلف تشکیل شده بود ضمن توصیف وضعیت اسفبار میراث به جای مانده از ارمنیان در کشورهای ترکیه، گرجستان و آذربایجان با تقدیر از مرمت بناهای ارمنیان در کشور جمهوری اسلامی ایران و اقدام دولت ایران برای ثبت جهانی سه دیر حوزهٔ رود ارس به تفصیل در این خصوص سخنرانی کرد.